# Europese kampioenschappen shinkyokushin karate 2005
De Europese kampioenschappen shinkyokushin karate 2005 waren door de World Karate Organization (WKO) georganiseerde kampioenschappen voor kyokushinkai karateka's. De vijfde editie van de Europese kampioenschappen vond plaats in het Deense Kopenhagen van 8 tot 9 april 2005.

## Resultaten
| Gewichtsklasse | Goud            | Zilver               | Brons                                   |
| -------------- | --------------- | -------------------- | --------------------------------------- |
| -70kg          | Dimitar Popov   | József Nemes         | Gábor Rózsa Silas Inoue                 |
| -80kg          | Marius Ilas     | Orest Proc           | Christian Christiansen Andrej Milevskij |
| -90kg          | Valeri Dimitrov | Mingaudas Pavilionis | Roland Fülöp Tomas Vik                  |
| +90kg          | Daniel Torok    | Benno Rasmussen      | Brian Jakobsen Arturas Mazeliauskas     |